# 141 NGC

NGC 141

 إن جي سي 141 أو 141 NGC هي مجرة في كوكبة الحوت اكتشفت في 29 أغسطس 1864.

## روابط خارجية
- 141 NGC على موقع ويكي سكاي: DSS2, SDSS, GALEX, IRAS, Hydrogen α, X-Ray, Astrophoto, Sky Map, Articles and images